# Isaak Biekker
Isaak Moisiejewicz Biekker (ros. Исаак Моисеевич Беккер, ur. 24 sierpnia 1888 w Baku, zm. w lipcu 1937 w Taszkencie) – radziecki polityk, działacz partyjny.

## Życiorys
W 1914 wstąpił do SDPRR(b). W 1917 został przewodniczącym komitetu rejonowego w Baku, później był zastępcą przewodniczącego komitetu bakijskiego, w 1919 zastępcą przewodniczącego Komitetu Wykonawczego Penzeńskiej Rady Gubernialnej, a 1919-1921 żołnierzem Armii Czerwonej. Od 1922 do 1925 studiował na Wydziale Nauk Społecznych Moskiewskiego Uniwersytetu Państwowego, był sekretarzem komitetu RKP(b) na tym wydziale, po czym został skierowany do Aktiubińska jako sekretarz odpowiedzialny gubernialnego komitetu partyjnego. Następnie od 1926 do 1928 był sekretarzem odpowiedzialnym gubernialnego komitetu WKP(b) w Semipałatyńsku, a w 1928 członkiem Prezydium Państwowej Komisji Planowania przy Radzie Komisarzy Ludowych Kazachskiej ASRR, później pracował we Wszechzwiązkowej Centralnej Radzie Związków Zawodowych, w 1932 wrócił do pracy w organach partyjnych. Od marca do czerwca 1932 był przewodniczącym Biura Organizacyjnego Kazachskiego Komitetu Krajowego WKP(b) na obwód karagandyjski, od czerwca 1932 do marca 1934 I sekretarzem Komitetu Obwodowego WKP(b) w Karagandzie, a od 10 lutego 1934 do końca życia członkiem Komisji Kontroli Partyjnej przy KC WKP(b). Jednocześnie 1934-1935 pełnił funkcję przewodniczącego Tadżyckiej Republikańskiej Komisji ds. czystki partii i od 1935 do śmierci funkcję pełnomocnika Komisji Kontroli Partyjnej przy KC WKP(b) na Uzbecką SRR.